# Echo (jeu vidéo)
Pour les articles homonymes, voir Echo.
Echo est un jeu vidéo d'action-aventure, sorti en 2017 sur Windows et PlayStation 4, développé et édité par le studio indépendant danois Ultra Ultra. En dépit de critiques plutôt favorables, le jeu est un échec commercial conduisant à la fermeture du studio peu après sa commercialisation.

## Trame
Le joueur incarne En, une voyageuse spatiale en stase depuis plus de cent ans qui se réveille lorsque son vaisseau atteint une mystérieuse cité-palais endormie. L'héroïne entreprendra en ces lieux un étonnant périple dans l’espoir de trouver un moyen de ramener son amour du royaume des morts. Dans cette aventure, En n’a pour compagnie que la voix un brin satirique de London, une intelligence artificielle. Et elle devra affronter son plus grand ennemi : elle-même.

## Système de jeu
L'espace dans lequel évolue l’héroïne En s'appelle Le Palais. C'est une sorte de labyrinthe de couloirs, salles, balcons, escaliers monumentaux, débordants de mobilier luxueux et de décorations classiques. Il est constitué de niveaux de plus en plus difficiles. Le joueur qui dirige En doit remplir trois sortes d'objectifs : traverser le niveau, actionner différents dispositifs bonus, ramasser des clefs et les ramener à la porte ou ramasser assez de sphères d'énergie (des éléments ramassés automatiquement en passant à proximité), tout cela en évitant des clones. Ces clones hostiles, appelés "échos", sont des répliques d’En générées par le Palais. Le Palais observe les actions effectuées par le joueur (courses, sauts, tirs, ouvertures de portes, etc.) et, quand il estime avoir collecté assez d'actions, il s'éteint puis redémarre, laissant un court moment où le joueur n'est pas observé. Après le redémarrage, les clones sont capables d'effectuer les actions effectuées par le joueur au dernier cycle, mais ont oublié celles du cycle précédent si le joueur ne les a pas réitérées.

## Distribution

### Voix originales
- Rose Leslie : En
- Nick Boulton : London, l'IA

### Voix françaises
- Elsa Davoine : En
- Jean-Marie Fonbonne : London, l'IA

## Accueil
Le jeu a reçu un accueil globalement positif de la part de la presse spécialisée.
Echo a remporté quatre prix lors du Spilprisen 2018 — la cérémonie danoise consacrée aux jeux vidéo équivalente aux Game Awards : ceux des meilleur design visuel, meilleur son et meilleure performance technique, ainsi que le prix de « Jeu de l'année ».
Le jeu a également été nommé pour la meilleure direction artistique, catégorie Jeux lors des Webby Awards 2018, ainsi que pour le prix de l'Excellence dans les Arts Visuels lors de l'Independent Games Festival 2018,.
Cependant, les ventes ne sont pas au rendez-vous ; Echo est un échec commercial, conduisant à la fermeture du studio Ultra Ultra peu après sa commercialisation.

## Influences
Dans une interview accordée au site GameCritics.com le 14 novembre 2016, Martin Emborg, directeur du projet et directeur artistique, affirme s'être inspirée de La Bibliothèque de Babel pour le palais. En outre, il affirme s'être aussi inspiré de nombreuses œuvres 2001, l'Odyssée de l'espace, Solaris, Memories ou encore Aeon Flux. Les travaux du créateur de mode britannique Alexander McQueen l'ont aussi influencés dans le design du personnage principal.
Sur son profil ArtStation, il cite le sculpteur italien Arnaldo Pomodoro comme ariste l'ayant inspiré pour l'apparence du lieu sur lequel se déroule l'aventure.